# Jan Wilim
Jan Wilim (* 9. Dezember 1943) ist ein ehemaliger polnischer Fußballspieler.

## Karriere

### Verein
Wilim gehörte 18-jährig dem Górniczy KS Szombierki Bytom an, wurde in der Saison 1962/63 jedoch noch nicht in der 2. Liga eingesetzt. Mit dem Aufstieg seiner Mannschaft in die 1. Liga 1963/64 bestritt er alle 26 Saisonspiele, in denen er auch seine ersten beiden Tore erzielte. Als Aufsteiger konnte die höchste Klasse im polnischen Fußball als Sechstplatzierter gehalten werden. Bis Saisonende 1971/72, die Saison, in der er mit seinem Verein als Letztplatzierter in die 2. Liga absteigen musste, bestritt er weitere 202 Punktspiele, in denen er 38 Tore erzielte. Nach der Rückkehr seiner Mannschaft in die 1. Liga 1973/74 konnte der erneute Abstieg mit Platz 14 noch abgewendet werden. Bis zum Saisonende 1974/75, seiner letzten, kam er noch in 55 Punktspielen zum Einsatz, in denen er sieben Tore erzielte. Bestes Ergebnis, das seine Mannschaft in der 1. Liga erzielte, war der zweite Platz in der Saison 1964/65, fünf Punkte hinter Meister Górnik Zabrze.

### Nationalmannschaft
Für die Nationalmannschaft bestritt er im Jahr 1966 drei Länderspiele. Sein Debüt als Nationalspieler gab er am 5. Januar in Liverpool beim 1:1-Unentschieden im Testspiel gegen die Nationalmannschaft Englands. Am 3. Mai wurde in Chorzów ebenfalls ein 1:1-Unentschieden im Testspiel gegen die Nationalmannschaft Ungarns erzielt. Sein letztes Länderspiel ging am 8. Juni in Rio de Janeiro mit 1:2 gegen die Seleção verloren.

## Erfolge
- Meister 2. Liga 1963 (ohne Einsatz)

## Sonstiges
Jerzy Wilim (1941–2014), Jans älterer Bruder, war ebenfalls Fußballspieler von Górniczy KS Szombierki Bytom.

## Anmerkung / Einzelnachweise
1. ↑  Statistik 2. Liga 1962/63 und 1972/73 ausgenommen
2. ↑  Jan Wilim auf wikiliga.pl (polnisch)
3. ↑  Jerzy Wilim auf wikiliga.pl (polnisch)
4. ↑  Jerzy Wilim auf weltfussball.de

| Personendaten    | Personendaten             |
| ---------------- | ------------------------- |
| NAME             | Wilim, Jan                |
| KURZBESCHREIBUNG | polnischer Fußballspieler |
| GEBURTSDATUM     | 9. Dezember 1943          |